# Kukułka bałtycka
Kukułka bałtycka (Dactylorhiza baltica) – gatunek byliny z rodziny storczykowatych (Orchidaceae). Inne nazwy zwyczajowe w języku polskim: stoplamek bałtycki, storczyk bałtycki. Według nowszych ujęć taksonomicznych podgatunek kukułki szerokolistnej (Dactylorhiza majalis subsp. baltica (Klinge) H.Sund.). Występuje od Niemiec na zachodzie po środkową Azję na wschodzie. W Polsce jest rzadka; rośnie tylko na północnym wschodzie kraju.

## Ochrona
Gatunek objęty w Polsce ochroną ścisłą.
Roślina umieszczona na Czerwonej liście roślin i grzybów Polski (2006, 2016) w grupie gatunków narażonych na wyginięcie (kategoria zagrożenia V (VU)). Znajduje się także w Polskiej Czerwonej Księdze Roślin w tej samej kategorii.